# Walking in the Rain (chanson des Ronettes)
Singles de The Ronettes
Do I Love You?
(1964) Born to Be Together
(1965)
Walking in the Rain est une chanson du girl group américain Les Ronettes.
Publiée en single sous le label Philles Records en octobre 1964, elle a atteint la 23e place du Hot 100 du magazine musical américain Billboard, passant en tout 11 semaines dans le chart
En 2004, Rolling Stone a classé cette chanson, dans la version originale des Ronettes, 266e sur sa liste des « 500 plus grandes chansons de tous les temps ». (En 2010, le magazine rock américain a mis à jour sa liste, maintenant la chanson est 269e.)

## Composition
La chanson a été écrite par Barry Mann, Cynthia Weil et Phil Spector. L'enregistrement des Ronettes a été produit par Phil Spector.
La voix principale est celle de Veronica (Ronnie) Bennett, qui venait épouser Phil Spector l'année suivante et est maintenant connue sous le nom de Ronnie Spector.

## Version de Jay and the Americans
La chanson a été notamment reprise par le groupe américain Jay and the Americans en 1969. La chanson figure aussi sur leur album Wax Museum, Vol. 1, paru en 1970.